# Campionati del mondo juniores di atletica leggera 1986
I Campionati del mondo juniores di atletica leggera 1986 (1ª edizione), (in inglese 1st World Junior Championships in Athletics) si sono tenuti ad Atene, in Grecia dal 16 al 20 luglio. Le competizioni si sono tenute allo Stadio Olimpico di Atene.

## Medagliati

### Uomini
| Specialità | Oro                                                                | Prestazione | Argento                                                               | Prestazione | Bronzo                                                                     | Prestazione |
| Corse piane |                                                                    |             |                                                                       |             |                                                                            |             |
| 100 m | Derrick Florence                                                   | 10"17       | Stanley Kerr                                                          | 10"23       | Jamie Henderson                                                            | 10"34       |
| 200 m | Stanley Kerr                                                       | 20"74       | Derrick Florence                                                      | 21"12       | Steve McBain                                                               | 21"21       |
| 400 m | Miles Murphy                                                       | 45"64       | Roberto Hernández                                                     | 45"64       | Edgar Itt                                                                  | 45"72       |
| 800 m | David Sharpe                                                       | 1'48"32     | Manuel Balmaceda                                                      | 1'48"91     | Andrey Sudnik                                                              | 1'48"93     |
| 1.500 m | Wilfred Kirochi                                                    | 3'44"62     | Peter Rono                                                            | 3'45"62     | Johan Boakes                                                               | 3'45"80     |
| 5.000 m | Peter Chumba                                                       | 13'55"25    | Alejandro Gómez                                                       | 13'55"94    | Feyisa Melese                                                              | 13'56"45    |
| 10.000 m | Peter Chumba                                                       | 28'44"00    | Juma Munyampanda                                                      | 28'45"14    | Debebe Demisse                                                             | 28'49"09    |
| 10.000 m marcia | Michail Ščennikov                                                  | 40'38"01    | Salvatore Cacia                                                       | 40'40"73    | Ricardo Pueyo                                                              | 40'41"05    |
| Corse a ostacoli |                                                                    |             |                                                                       |             |                                                                            |             |
| 110 hs | Colin Jackson                                                      | 13"44       | Jon Ridgeon                                                           | 13"91       | Emilio Valle                                                               | 14"00       |
| 400 hs | Emilio Valle                                                       | 50"02       | Hiroshi Kakimori                                                      | 50"09       | Pascal Maran                                                               | 50"39       |
| 2.000 siepi | Jon Azkueta                                                        | 5'28"56     | Johnstone Kipkoech                                                    | 5'29"56     | Jens Volkmann                                                              | 5'29"60     |
| Prove su strada |                                                                    |             |                                                                       |             |                                                                            |             |
| 20 km | Tadesse Gebre                                                      | 1h01'32"    | Juma Munyampanda                                                      | 1h01'45"    | Negash Dube                                                                | 1h04'23"    |
| Salti |                                                                    |             |                                                                       |             |                                                                            |             |
| Salto in alto | Javier Sotomayor                                                   | 2,25 m      | Hollis Conway                                                         | 2,22 m      | Thomas Müller                                                              | 2,22 m      |
| Salto con l'asta | Igor Potapovič                                                     | 5,50 m      | Delko Lesev                                                           | 5,40 m      | Mike Thiede                                                                | 5,30 m      |
| Salto in lungo | Dietmar Haaf                                                       | 7,93 m      | Ivo Krsek                                                             | 7,87 m      | Thomas Wolf                                                                | 7,77 m      |
| Salto triplo | Igor Parygin                                                       | 16,97 m     | Zdravko Dimitrov                                                      | 16,13 m     | Du Benghong                                                                | 16,00 m     |
| Lanci |                                                                    |             |                                                                       |             |                                                                            |             |
| Getto del peso | Aleksejs Lukašenko                                                 | 18,90 m     | Vjačeslav Lycho                                                       | 18,71 m     | Radoslav Despotov                                                          | 18,17 m     |
| Lancio del disco | Vasil Baklarov                                                     | 60,60 m     | Werner Reiterer                                                       | 58,64 m     | Vasil' Kapcjuch                                                            | 58,22 m     |
| Lancio del giavellotto | Uladzimir Sasimovič                                                | 78,84 m     | Mark Roberson                                                         | 74,24 m     | Gavin Lovegrove                                                            | 74,22 m     |
| Lancio del martello | Vitaliy Alisevich                                                  | 72,00 m     | Valeriy Gubkin                                                        | 71,78 m     | Sabin Khristov                                                             | 68,96 m     |
| Prove multiple |                                                                    |             |                                                                       |             |                                                                            |             |
| Decathlon | Petri Keskitalo                                                    | 7.623 p.    | Mike Smith                                                            | 7.523 p.    | Nikolay Zayats                                                             | 7.509 p.    |
| Staffette |                                                                    |             |                                                                       |             |                                                                            |             |
| Staffetta 4×100 m | Regno Unito Jamie Henderson Phil Goedluck David Kirton Jon Ridgeon | 39"80       | Germania Ovest Matthias Schlicht Frank Kobor Oliver Schmidt Ingo Todt | 39"81       | Polonia Jaroslaw Kaniecki Tomasz Jedrusik Jacek Konopka Marek Parjaszewski | 39"98       |
| Staffetta 4×400 m | Stati Uniti Clifton Campbell Chip Rish Percy Waddle William Reed   | 3'01"90     | Cuba Luis Cadogan Eulogio Mordoche Ramiro González Roberto Hernández  | 3'04"22     | Giamaica Anthony Christie Thomas Mason Howard Davis Lyndale Patterson      | 3'05"16     |
| record mondiale; record mondiale stagionale; miglior prestazione mondiale under 20; miglior prestazione mondiale stagionale under 20; record africano; record asiatico; record europeo; record nord-centroamericano e caraibico; record sudamericano; record oceaniano; record dei campionati; record nazionale; record nazionale under 20; record personale; record personale stagionale. |                                                                    |             |                                                                       |             |                                                                            |             |

### Donne
| Specialità | Oro                                                                       | Prestazione | Argento                                                                  | Prestazione | Bronzo                                                                                        | Prestazione |
| Corse piane |                                                                           |             |                                                                          |             |                                                                                               |             |
| 100 m | Tina Iheagwam                                                             | 11"34       | Caryl Smith                                                              | 11"46       | Maicel Malone                                                                                 | 11"49       |
| 200 m | Falilat Ogunkoya                                                          | 23"11       | Mary Onyali                                                              | 23"30       | Katrin Krabbe                                                                                 | 23"31       |
| 400 m | Susann Sieger                                                             | 52"02       | Olga Pesnopevtseva                                                       | 52"17       | Sandie Richards                                                                               | 52"23       |
| 800 m | Selina Chirchir                                                           | 2'01"40     | Gabriela Sedláková                                                       | 2'01"49     | Adriana Dumitru                                                                               | 2'01"93     |
| 1.500 m | Ana Padurean                                                              | 4'14"63     | Selina Chirchir                                                          | 4'15"59     | Snežana Pajkić                                                                                | 4'16"03     |
| 3.000 m | Cleopatra Palacian                                                        | 9'02"91     | Philippa Mason                                                           | 9'03"35     | Dorina Calenic                                                                                | 9'06"94     |
| 10.000 m | Katrin Kley                                                               | 33'19"67    | Nora Maraga                                                              | 33'57"99    | Marleen Renders                                                                               | 33'59"36    |
| 5.000 m marcia | Wang Yan                                                                  | 22'03"65    | Natalya Zykova                                                           | 22'17"76    | Jin Bingjie                                                                                   | 22'17"83    |
| Corse a ostacoli |                                                                           |             |                                                                          |             |                                                                                               |             |
| 100 hs | Heike Tillack                                                             | 13"10       | Aliuska López                                                            | 13"14       | Tanya Davis                                                                                   | 13"46       |
| 400 hs | Claudia Bartl                                                             | 56"76       | Kellie Roberts                                                           | 56"80       | Svetlana Lukashevich                                                                          | 57"92       |
| Salti |                                                                           |             |                                                                          |             |                                                                                               |             |
| Salto in alto | Karen Scholz                                                              | 1,92 m      | Alina Astafei                                                            | 1,90 m      | Yelena Obukhova                                                                               | 1,88 m      |
| Salto in lungo | Patricia Bille                                                            | 6,70 m      | Anu Kaljurand                                                            | 6,46 m      | Tatyana Ter-Mesrobyan                                                                         | 6,39 m      |
| Lanci |                                                                           |             |                                                                          |             |                                                                                               |             |
| Getto del peso | Heike Rohrmann                                                            | 18,39 m     | Stephanie Storp                                                          | 18,20 m     | Ines Wittich                                                                                  | 18,19 m     |
| Lancio del disco | Ilke Wyludda                                                              | 64,02 m     | Franka Dietzsch                                                          | 60,26 m     | Min Chunfeng                                                                                  | 59,00 m     |
| Lancio del giavellotto | Xiomara Rivero                                                            | 62,86 m     | Anja Reiter                                                              | 60,24 m     | Alexandra Beck                                                                                | 59,92 m     |
| Prove multiple |                                                                           |             |                                                                          |             |                                                                                               |             |
| Eptathlon | Svetla Dimitrova                                                          | 6.041 p.    | Marina Shcherbina                                                        | 5.953 p.    | Anke Schmidt                                                                                  | 5.900 p.    |
| Staffette |                                                                           |             |                                                                          |             |                                                                                               |             |
| Staffetta 4×100 m | Stati Uniti Carlette Guidry Caryl Smith Denise Liles Maicel Malone        | 43"78       | Germania Est Ina Morgenstern Katrin Krabbe Britta Beisbier Heike Tillack | 43"97       | Nigeria Tina Iheagwam Caroline Nwajei Falilat Ogunkoya Mary Onyali                            | 44"13       |
| Staffetta 4×400 m | Stati Uniti Gisele Harris Kandice Princhett Tasha Downing Janeene Vickers | 3'30"45     | Germania Est Heike Böckmann Claudia Bartl Katja Prochnow Susann Sieger   | 3'30"90     | Unione Sovietica Svetlana Lukashevich Marina Khripankova Tat'jana Čebykina Olga Pesnopevtseva | 3'32"35     |
| record mondiale; record mondiale stagionale; miglior prestazione mondiale under 20; miglior prestazione mondiale stagionale under 20; record africano; record asiatico; record europeo; record nord-centroamericano e caraibico; record sudamericano; record oceaniano; record dei campionati; record nazionale; record nazionale under 20; record personale; record personale stagionale. |                                                                           |             |                                                                          |             |                                                                                               |             |

## Medagliere
| Posizione | Paese            | Oro | Argento | Bronzo | Totale |
| --------- | ---------------- | --- | ------- | ------ | ------ |
| 1         | Germania Est     | 8   | 4       | 7      | 19     |
| 2         | Unione Sovietica | 6   | 6       | 7      | 19     |
| 3         | Stati Uniti      | 5   | 5       | 2      | 12     |
| 4         | Kenya            | 4   | 4       | 1      | 9      |
| 5         | Regno Unito      | 3   | 3       | 2      | 8      |
| 6         | Cuba             | 3   | 3       | 1      | 7      |
| 7         | Bulgaria         | 2   | 2       | 2      | 6      |
| 8         | Romania          | 2   | 1       | 2      | 5      |
| 9         | Nigeria          | 2   | 1       | 1      | 4      |
| 10        | Germania Ovest   | 1   | 2       | 2      | 5      |
| 11        | Australia        | 1   | 1       | 1      | 3      |
| 11        | Spagna           | 1   | 1       | 1      | 3      |
| 13        | Cina             | 1   | 0       | 3      | 4      |
| 14        | Etiopia          | 1   | 0       | 2      | 3      |
| 15        | Finlandia        | 1   | 0       | 0      | 1      |
| 16        | Cecoslovacchia   | 0   | 2       | 0      | 2      |
| 16        | Tanzania         | 0   | 2       | 0      | 2      |
| 18        | Canada           | 0   | 1       | 0      | 1      |
| 18        | Cile             | 0   | 1       | 0      | 1      |
| 18        | Giappone         | 0   | 1       | 0      | 1      |
| 18        | Italia           | 0   | 1       | 0      | 1      |
| 22        | Giamaica         | 0   | 0       | 2      | 2      |
| 23        | Belgio           | 0   | 0       | 1      | 1      |
| 23        | Francia          | 0   | 0       | 1      | 1      |
| 23        | Jugoslavia       | 0   | 0       | 1      | 1      |
| 23        | Nuova Zelanda    | 0   | 0       | 1      | 1      |
| 23        | Polonia          | 0   | 0       | 1      | 1      |
| Totale    | Totale           | 41  | 41      | 41     | 123    |